# Salicornia fastigiata
Salicornia fastigiata är en amarantväxtart som beskrevs av Francisco Loscos y Bernal och Trinidad Herménégilde José Pardo de Tavera. Salicornia fastigiata ingår i släktet glasörter, och familjen amarantväxter. Inga underarter finns listade i Catalogue of Life.